# Michael Spilotro
Michael Peter Spilotro (Chicago, 12 settembre 1944 – Bensenville, 14 giugno 1986) è stato un mafioso statunitense, membro della Chicago Outfit e fratello minore del boss Anthony Spilotro.

## Biografia
Spilotro nacque a Chicago il 12 settembre 1944. I suoi genitori Pasquale Spilotro, emigrato da Triggiano (BA) a Ellis Island quando aveva 15 anni, e Antoinette Spilotro erano i proprietari del Patsy's Restaurant. Oltre ad Anthony, Michael aveva altri quattro fratelli: Vincent, Victor, Pasquale (detto "Pat") e John. Al ristorante dei suoi genitori venivano spesso personaggi provenienti dall'ambiente della criminalità organizzata, come Sam Giancana, Jackie Cerone, Gus Alex e Frank Nitti. Nel 1954 suo padre morì a seguito di un aneurisma, quando Michael aveva solo 10 anni. Suo fratello Anthony si trasferì in una scuola commerciale insieme all'amico d'infanzia Frank Cullotta, mentre Pasquale Jr. divenne chirurgo orale e dentista.
Insieme ad Anthony, John e Victor, anche Michael si dette alla criminalità organizzata. Da bambino lui e i suoi fratelli sono cresciuti in un bungalow di legno a due piani a pochi isolati dalla casa d'infanzia di Frank Rosenthal, che diventerà amico di Anthony.

### Carriera televisiva
Nel maggio 1954 conobbe e divenne amico dell'attore Robert Conrad. A quel tempo Conrad era fuggito con la figlia di un avvocato e aveva mentito sulla sua età per ottenere un lavoro come scaricatore di porto sul lungomare di Chicago; era poi stato licenziato nel dicembre dello stesso anno per aver distribuito una petizione per far licenziare il suo steward sindacale. Attraverso Conrad, divenne inoltre amico anche di Larry Manetti e di sua moglie Nancy DeCarl. I due rimasero vicini e Michael in seguito apparve come un rapinatore nella serie TV di Conrad The Duke nel 1979. Attraverso Conrad si è avvicinato agli attori Patrick Wayne, Dennis Hopper e Nick Adams. In seguito è apparso con Tom Selleck in un episodio della prima stagione della serie televisiva Magnum, P.I., interpretando il ruolo di maresciallo federale armato.

### Affari con la mafia
Dopo essersi trasferito a Las Vegas, Michael fu presto coinvolto in scommesse, spaccio di droga, prostituzione, rapine ed estorsioni insieme ai fratelli Anthony e John. Attraverso la sua relazione con Larry Manetti, ha avuto contatti con il Plaza Hotel & Casino quando era sotto la proprietà della Barrick Gaming Corporation. In seguito, Manetti ha detto ai giornalisti del Chicago Tribune durante il processo familiare: Non sapevo che Michael fosse un gangster. Lo conoscevo come un ragazzo con cui sono cresciuto nel quartiere. Michael voleva essere in TV, tutto qui. Chi non lo farebbe... Cercava di diventare una star del cinema o un attore, si stava divertendo. Manetti ha poi commentato ai giornalisti le capacità di recitazione di Michael affermando: Era OK come attore, non era così rigido. Non è noto se Michael si sia rivolto a qualche studio di produzione cinematografica per delle prove di recitazione, ma si diceva che le sue apparizioni in televisione ricevessero "due pollici in giù" dalla critica. 
Nel 1976 formò un giro di furti insieme a suo fratello Anthony e il bookmaker Herbert Blitzstein, utilizzando circa otto soci come ladri. Il gruppo divenne noto come "La banda del buco nel muro" a causa della sua propensione ad entrare perforando le pareti esterne e i soffitti degli edifici che avevano svaligiato, e operavano attraverso il negozio di gioielli The Gold Rush.
Altri membri della banda includevano suo fratello minore John, i fratelli polacco-americani Peanuts Pancsko, Butch Pancsko e Pops Pancsko, Frank DeLegge, il franco-canadese Michael LaJoy, Joseph D'Argento, lo svedese-americano Gerald Tomasczek, Peter Basile di Wilmette, Illinois , Carl Urbanotti, Ernest Lehnigg, Samuel Cusumano, Joseph Cusumano, Ernesto "Ernie" Davino, 34, Las Vegas, "Crazy Larry" Neumann, Wayne Matecki, Salvatore "Sonny" Romano, Leonardo "Leo Guardino, Frank Cullotta e l'ex detective del dipartimento dello sceriffo di Las Vegas, Joseph Blasko, che faceva da infiltrato e che in seguito lavorò come barista al Crazy Horse Too, un club per gentiluomini.
In seguito al furto con scasso fallito a Bertha's Household Products il 4 luglio 1981, Cullotta, Blasko, Guardino, Davino, Neumann e Matecki furono arrestati e accusati di furto con scasso. Furono rinchiusi nella cella di detenzione del dipartimento di polizia di Las Vegas. Gli unici membri della banda di Spilotro non arrestati per il furto con scasso erano Blitzstein, Michael Spilotro, Romano e Cusumano. Nel frattempo, Cullotta divenne testimone di stato, arrivando a testimoniare in misura minore contro Michael e suo fratello Anthony. Ma le testimonianze da parte di Cullotta furono insufficienti per il caso ed Anthony fu assolto.

### La morte
Nel gennaio 1986, sulla scia dell'incarcerazione di Joey Aiuppa e Jackie Cerone per aver scremato i profitti del casinò di Las Vegas, si tenne un incontro presso il Czech Lodge a North Riverside, Illinois. La maggior parte del "grado superiore" era lì, incluso il boss della Chicago Outfit Tony Accardo. Quest'ultimo aveva deciso di nominare Sam Carlisi come "Street Boss" incaricato delle operazioni della gang in sostituzione di Aiuppa. Carlisi disse al gruppo che Accardo sarebbe rimasto  consigliere e avrebbe avuto l'ultima parola, così come Gus Alex sarebbe rimasto a capo dei ragazzi di collegamento. Passò poi al suo prossimo obiettivo: Anthony Spilotro, specialmente per come erano andate le cose da quando aveva preso il controllo di Las Vegas. Si decise perciò di ucciderlo.
Si pensa che Michael ed Anthony furono chiamati il 14 giugno 1986 per un incontro con Sam Carlisi per incontrarsi in una capanna di caccia appartenente ad Aiuppa. I due vennero presi brutalmente a colpi di mazza da baseball e seppelliti in un campo di cereali nei pressi di Enos, nell'Indiana. Il mafioso Nicholas Calabrese testimoniò nel 2007 affermando che i due fratelli furono uccisi nel seminterrato di una casa di Bensenville, dove si credeva che Michael sarebbe stato portato lì e indotto ad entrare direttamente nel giro.
I loro corpi furono trovati il 22 giugno successivo, quando un contadino notò una parte di terreno rivoltata. Pensando quindi che qualche bracconiere avesse ucciso qualche cervo fuori stagione e vi avesse sepolto la sua carcassa, il contadino informò le autorità. I due cadaveri vennero rinvenuti uno sopra l'altro, senza vestiti e con indosso solo le mutande; Michael ed Anthony furono identificati solo tramite le impronte dentali fornite dal fratello dentista Pasquale. Un'autopsia effettuata sui due cadaveri rivelò come causa di morte effettiva diversi traumi dovuti a violente percosse, oltreché la presenza di sabbia all'interno dei polmoni di entrambi, suggerendo quindi che i due fratelli fossero stati sepolti ancora vivi. Furono poi sepolti al Queen of Heaven Cemetery di Hillside, nell'Illinois.
Per la morte degli Spilotro non vi fu alcun arresto fino al 25 aprile 2005, quando 14 membri della Chicago Outfit, compreso il noto boss James Marcello, furono incriminati per 18 omicidi, tra cui quello degli Spilotro appunto. Tra i sospettati dell'omicidio dei due fratelli vi fu anche Albert Tocco, condannato a 200 anni di prigione nel 1990 dopo che sua moglie testimoniò contro di lui, affermando che il giorno dell'omicidio degli Spilotro il marito le chiese di dargli un passaggio ad un miglio di distanza da dove i due fratelli furono rinvenuti. Tra gli altri sospettati vi erano anche Frank Schweihs e Allen Dorfman. Schweihs venne arrestato il 22 dicembre 2005. All'epoca era un fuggitivo che viveva in un complesso di appartamenti di Berea, nel Kentucky. Schweihs era fuggito prima che i pubblici ministeri potessero arrestare lui e altri 13, incluso James Marcello.
Il 18 maggio 2007, Nicholas Calabrese si è dichiarato colpevole di aver preso parte a 18 omicidi, incluso quello di Michael ed Anthony Spilotro. È diventato il testimone chiave contro suo fratello, Frank Calabrese, Sr., e altre importanti figure della mafia accusate nel processo per i segreti di famiglia del governo. Calabrese ha accettato di testimoniare dopo che l'FBI gli ha mostrato prove del DNA che lo collegano all'omicidio del collega sicario John Fecarotta, anch'egli presumibilmente coinvolto nell'omicidio degli Spilotro. Calabrese fu condannato il 26 marzo 2009 a 12 anni e 4 mesi di reclusione.
Nel settembre 2007, Frank Calabrese, Sr. e altri quattro uomini, Marcello, Joseph Lombardo, Paul Schiro e l'ex agente di polizia di Chicago Anthony Doyle, sono stati condannati per crimini legati alla mafia. Il 27 settembre Marcello è stato dichiarato colpevole da una giuria federale per l'omicidio degli Spilotro e condannato all'ergastolo il 5 febbraio 2009.

### Vita privata
Era sposato con Anne Spilotro, dalla quale ebbe tre figli: Michelle, Paula e Michael Jr.

## Nella cultura di massa
La sua biografia, insieme a quella del fratello Anthony, è stata descritta nel libro di Nicholas Pileggi Casino: Love and Honor in Las Vegas (1995), da cui è stato poi tratto il film Casinò, di Martin Scorsese, uscito nello stesso anno. Nel film Michael Spilotro è interpretato da Philip Suriano e rinominato "Dominick Santoro".